# Bill Kollar
Pour les articles homonymes, voir Kollar.
(en) Statistiques sur pro-football-reference
William Wallace Kollar plus communément appelé Bill Kollar (né le 27 novembre 1952 à Warren) est un joueur et entraineur américain de football américain. Il est l'actuel entraineur de la ligne defensive des Broncos de Denver.

## Carrière

### Université
Kollar est étudiant à l'université d'État du Montana, jouant pour l'équipe de football américain des Bobcats.

### Professionnel
Bill Kollar est sélectionné au premier tour du draft de la NFL de 1974 par les Bengals de Cincinnati au vingt-troisième choix. Kollar passe trois saisons dans les rangs des Bengals mais ne joue aucun match comme titulaire. Après son départ du roster en 1977, il signe avec les Buccaneers de Tampa Bay où il fait son premier match comme titulaire lors de la saison 1978 avant de devenir un membre de l'équipe-type à partir de la saison 1979, place qu'il ne quitte plus jusqu'à la fin de la saison 1981. Il ne rejoue plus en NFL après cette année.

## Statistiques
Kollar a effectué huit saisons dans l'élite du football américain. Il a joué 109 matchs dont trente-cinq comme titulaire. Il a récupéré onze fumbles.